# Tetrasarus lezamai
Tetrasarus lezamai är en skalbaggsart som beskrevs av Chemsak och Hovore 2002. Tetrasarus lezamai ingår i släktet Tetrasarus och familjen långhorningar.
Artens utbredningsområde är Costa Rica. Inga underarter finns listade i Catalogue of Life.